# مريم أبو دقة
مريم أبو دقة هي فدائية رائدة، عضو المكتب السياسي للجبهة الشعبية لتحرير فلسطين، وأول غزّية يطاردها الاحتلال الإسرائيلي. ولدت أبو دقة في بلدة عبسان الكبيرة شرقي خانيونس جنوبي قطاع غزة في 23 يوليو 1952. ترعرعت في أسرة ميسورة مكونة من 8 بنات وولد ووالدتها مصرية. تعد أبو دقة ناشطة نسوية منذ صغرها، إذ وجهت رسائل لزعماء فلسطينيين وعرب كأحمد الشقيري والرئيس المصري الراحل جمال عبد الناصر.

## ولادتها ونشأتها
وُلدت مريم محمود محمد أبو دقة في بلدة عبسان الكبيرة في محافظة خانيونس في الثالث والعشرين من تموز من عام 1952. عانت أبو دقة، إذ اعتقلها الجيش الاسرائيلي أثناء حرب 1967 لمدة سبعة أيام، ثم طاردها عام 1968 لمدة شهر، وهي ما زالت طالبة في الثانوية العامة، واعتقلت في عام 1968 لمدة عامين، ومن ثم أبعدتها السلطات الاسرائيلية إلى الأردن عام 1970، ومنعت من السفر منذ عام 2000.

## مسيرتها العلمية
درست مريم أبو دقة المرحلة الأساسية في مدرسة أبو نويرة التابعة لوكالة غوث وتشغيل اللاجئين الفلسطينيين (الأونروا) ومدرسة العودة الحكومية في بلدة عبسان، والمرحلة الثانوية في مدرسة عز الدين القسام في مدينة غزة. حصلت على شهادة الثانوية العامة من دولة اليمن عام 1971. نالت درجاتها العلمية: البكالوريوس، الماجستير والدكتوراه في الفلسفة والعلوم الاجتماعية من جمهورية بلغاريا خلال الأعوام (1983 – 1991).

### أبحاثها الأكاديمية
كتبت مريم أبو دقة عددًا من الأبحاث منها: آثار التعذيب النفسي والجسدي بعيد الأمد على الأسيرات المحررات (مشترك)، والتأثير النفسي والاجتماعي على الأسيرات من واقع السيرة الذاتية (مشترك)، ومن كتبها: الأسيرات المحررات الفلسطينيات بين الواقع والمأمول (مشترك، 2014)، والمشاركة السياسية للمرأة الفلسطينية (مشترك)، وشاركت في العديد من الندوات في الجامعات الفلسطينية. كذلك كانت ممثلة الأسرى والأسيرات في عدد من المؤتمرات الدولية.

## نشاطها الاجتماعي
أسست لجنة المرأة الأممية في بلغاريا، ومنظمات المرأة للجبهة في ليبيا وسوريا.

## آراؤها السياسية
1. ترفض مريم أبو دقة اتفاق أوسلو وتعتبره اعتراف بإسرائيل، وهو بمثابة تنازل عن حق الفلسطينيين التاريخي؛ ففلسطين كلها للفلسطينيين. ومن وقَّع الاتفاق اجحف بحق الشعب الفلسطيني.
2. ترى أنّ الانقسام أخطر ما يواجه المشروع الوطني الفلسطيني، وهو النكبة الأولى للفلسطينيين على عكس نكبة 48 التي وحدَّت الشعب الفلسطيني في مواجهة الاحتلال. وتدعو إلى إنهائه.
3. وتعتقد أنَّه لا يمكن الانتصار دون اتحاد الفلسطينيين، وتعتبر منظمة التحرير الممثل الشرعي والوحيد للشعب الفلسطيني، والشراكة والتعددية مبدآن ضروريان من أجل تحقيق هدف التحرير. إذ لا يمكن إقصاء أحد؛ فالانتخابات وفق قانون التمثيل النسبي هي البوابة الأولى من أجل إلاتحاد الوطني.[3]
4. تؤيد المقاومة بكافة أشكالها، خاصّة أنّها حق كفلته كافة الشرائع والمواثيق الدولية، على أن يتم تحديد الزمان والمكان وشكل المقاومة بما يتناسب مع ظروفها وتقديراتها.
5. تنادي بتحرير كامل تراب فلسطين التاريخية، وعودة اللاجئين لأرضهم التي هُجِّروا منها.[2]

## تاريخها النضالي
انخرطت أبو دقة في العمل النضالي منذ سن مبكر والتحقت بمجموعات جيفارا غزة وكان أول اعتقال لها بعمر الخامسة عشر، استمرت عامين خلف قضبان السجون الإسرائيلية تعرض خلالهما للتعذيب والتحقيق المستمر حتى أفرج عنها عام 1970.
أبعدتها سلطات الإحتلال إلى الأردن. تلقت العديد من الدورات العسكرية وتقلدت مهام حتى أصبحت قائد فصيل.
منذ طفولتها، وهي بعمر الثلاث سنوات، انتقلت أم مريم أبو دقة وبأخواتها الثمانية، وأخيها الوحيد للعيش في مصر هربًا من هجمات الإسرائيلية. كانت تذهب مع أخواتها للمدرسة وتشارك في مسرحيات ذات طابع سياسي، تعبر عن الوحدة بين الدول العربية حتى اندلعت حرب 1956؛ فعادت مريم أبو دقة مع عائلتها إلى قطاع غزة وكانت حينها في الصف الثاني الابتدائي. وفي مراحلها الإعدادية والثانوية كانت تشارك مع أساتذتها في مظاهرات ضمن فرقة الكشافة المدرسية، وتستقبل مع مدرستها أحمد الشقيري ممثل فلسطين حينها.
شهدت حياة مريم أبو دقة نقلة نوعية حين بدأ التجنيد الإجباري لجيش التحرير للشباب؛ فاحتجّت على تجنيد الشباب دون الفتيات وأرسلت رسالة ورقية لأحمد الشقيري، تطلب فيها السماح للفتيات بالتّجنيد. قام الشقيري بإرسال طرد إلى المدرسة يخبرها أنه -رغم صغر سنها- سيفتتح معسكرات لتدريب الفتيات وستكون أولهم، وأرسل لها مجموعة طوابع بريد، حتى ذاع صيتها في المدرسة الشهيدة ميمي الشقيري.
ذهبت إلى مواقع جيش التحرير تمدهم بالدعم والطعام منذ بدايات حرب 1967. وتقصّ عليهم بعضًا من كتاباتها الأدبية التي تُمجد بها معارك الشعب الفلسطيني، وتتغزل بحيفا ويافا. كذلك، فقد مكثت في ملجأ لمدة ستة أيام خلال ذات الحرب من دون طعام وشراب، ولا أخبار حول ما حلَّ بغزة. ومن ثمّ قامت مريم وابن صاحبة البيت للخروج من الملجأ إلى المنزل للحصول على طعام، لتتفاجأ بـ 50 جنديًا إسرائيليًا. إذ أخرجوا كل الموجودين في الملجأ وسجنوهم في غرفة بالمنزل تحت التعذيب النفسي، وبعد أسبوع من الحصار أطلق الإسرائيليّون سراحهم.
بدأت مريم عملها الفدائي بشكل سرّي جدًا في مرحلتها الثانوية الأولى، حين جاء ابن اختها من رحلة التدريب في الأردن، وطلب منها أن تنخرط في صفوف الفدائيين، فأبدت تخوفها، ليطمئنها بأنّ هذا الخوف سيزول. ومن ثمّ، التحقت مريم في صفوف الجبهة الشعبية وجناحها العسكري بمجموعات "جيفارا غزة" بشكل سريّ.
بدأت مريم تتعرض لأشد أنواع التعذيب النفسي والاستجواب لتعترف بأشياء لم ترتكبها في السجن الحربي الاسرائيلي. ومنع أهلها من زيارتها لمدة ست شهور دون معرفة مكانها. بعد قضاء ستة شهور بين التحقيق والتعذيب والسجن، خرجت مريم من السجن مع وقف التنفيذ لمدة شهر حتى تُعرض على المحكمة الإسرائيلية. وهناك أبلغوها أنها إذا  اعترفت ستخرج من السجن، وفي المحكمة اتهمها القاضي بأنها عنصر قلق للجيش الاسرائيلي ومن مجموعة جيفارا غزة. في رمضان عام 1969 نالت مريم حريتها، لكن بعد يومين من تحررها جاءت المخابرات الإسرائيلية إلى منزلها وأبلغوها بإنذار أنّه خلال 24 ساعة يجب أن تغادر قطاع غزة قسرًا إلى الأردن. إذ بقيت تنتظر على جسر الأردن 11 يومًا. لا تستطيع العودة إلى غزة بسبب السلطات الاسرائيلية، ولا الأمن الأردني يسمح بإدخالها، حتى جاء أمن الجبهة الشعبية واختطفوها إلى معسكرات جرش، ومن هناك بدأت في العمل العسكري وقامت بتدريب الأشبال، وبعد سنتين أصبحت مطاردة في الأردن بعد معارك أيلول الأسود.

## حياتها السياسية
أنتخبت لعضوية المكتب السياسي للجبهة الشعبية عام 2014 وهي عضو المجلس الوطني الفلسطيني.
انتسبت للاتحاد العام للمرأة الفلسطينية منذ عام 1965. ومن ثمّ انتمت إلى الجبهة الشعبية عام 1967.ومن بعدها شاركت في نشاطاتها في فلسطين والأردن، ومن ثمّ انتقلت إلى لبنان عام 1972، وأصبحت مسؤولة لفصيل عسكري في لبنان، وشاركت ضمن وفد فلسطيني في مهرجان الشبيبة العالمي في دولة كوبا عام 1981، وأشرفت على تأسيس منظمة الشبيبة الفلسطينية التابعة للجبهة الشعبية عام 1981، واتحاد لجان المرأة الفلسطينية 1981. إضافة إلى ذلك، كانت ممثلة للجبهة الشعبية في الاتحاد العام للمرأة الفلسطينية. انتقلت إلى سوريا عام 1982، وكانت إحدى قيادات الجبهة الشعبية فيها، ثمَّ انتقلت إلى العراق ولاحقًا إلى ليبيا. كذلك شغلت منصب أمين سر الاتحاد العام للمرأة الفلسطينية في ليبيا عام 1983.
أسست منظمة المرأة الأممية في بلغاريا عام 1984. ومن ثمّ حصلت على عضوية فخرية من الاتحاد الديمقراطي النسائي البلغاري عام 1985. لاحقًا أصبحت عضو في اللجنة المركزية للجبهة الشعبية عام 1992، وعضو في المجلس الوطني منذ عام 1995، وعادت إلى فلسطين عام 1996 عبر تصريح زيارة لأهلها. واختيرت عضوا في المكتب السياسي للجبهة الشعبية لتحرير فلسطين عام 2000، وكانت مسؤولة اللجنة العليا لدعم الانتفاضة الثانية. تجمع القوى الوطنية والإسلامية الفلسطينية.

## تكريم
حصلت على لقب أفضل شخصية نسوية عربية لعام 2020 من الاتحاد النسائي الجزائري.

## قرار ترحيل مريم أبو دقّة
اعتقلت  السلطات الفرنسية  القيادية في الجبهة الشعبية مريم أبو دقة، في مدينة مرسيليا صباح 16-10-2023. وتشير مصادر أخرى إلى أنّ السلطات الفرنسية قد أصدرت قرارًا بالإقامة الجبرية في مدينة مرسيليا في ذلك التاريخ. كذلك أضافت وزيرة الشباب والرياضة أنّ مريم أبو دقة تخضع للإقامة الجبرية، ومن ثمّ نُقلت إلى أحد الفنادق في باريس، لتُنقل بعدها إلى منزل رئيس مؤسسة حقوق الإنسان في فرنسا، وتُمنع من التحرك خارج هذا المنزل. يعمل المحامي الخاصّ بمريم أبو دقة على رفع الإقامة الجبرية عنها. إذ علّق القضاء الفرنسي في ال 21 من شهر أكتوبر 2023 أمر طرد مريم من الأراضي الفرنسية، ولكن أكدت وزارة الداخلية الفرنسية أنها ستسأنف على القرار. مع العلم بأن مريم أبو دقة دخلت فرنسا في نهاية سبتمبر لتشارك بمؤتمرات حول النزاع الفلسطيني - الإسرائيلي. وقد انتقدت عدة مؤسسات حقوقية في فرنسا قرار الإقامة الجبرية ضدها.
أفادت منظمة "أورو باليستين" الفرنسية غير الحكومية بأنّ وزير الداخلية الفرنسي جيرالد دارمانان أمر بتاريخ 16.10.2023، بتوقيف مريم أبو دقّة البالغة من العمر71 عاماً في مدينة مرسيليا قبيل توجّهها إلى مدينة تولوز، على أن يُصار إلى ترحيلها. إذ أُعلِن عن هذا في خبر عاجل تحت عنوان "دارمانان يوقف مريم أبو دقّة في مرسيليا ويريد ترحيلها!" نشرته المنظمة الفرنسية النّاشطة من أجل القضية الفلسطينية في باريس.
ولفت الخبر العاجل الذي نشرته منظمة "أورو باليستين"، إلى أنّ 27 فرداً من عائلة أبو دقّة سقطوا خلال القصف الإسرائيلي في خان يونس جنوبي قطاع غزة في أعقاب عملية طوفان الأقصى.
وفي التاسع من أكتوبر لعام 2023، مُنعت أبو دقّة من دخول الجمعية الوطنية في فرنسا التي تتألّف مع مجلس الشيوخ البرلمان الفرنسي، وذلك بناءً على فقرار أصدرته رئيسة الجمعية يائيل برون-بيفيه. النائبة عن "فرنسا الأبيّة" إرسيليا سوديه قد دعت أبو دقّة للمداخلة بمناسبة عرض الفيلم الوثائقي "يلا غزة" في الجمعية الوطنية. ممّا دفع عددًا من النواب إلى التعبير عن تخوّفهم إزاء حضورها. فالجبهة الشعبية لتحرير فلسطين التي تنتسب إليها مريم أبو دقّة مصنَّفة على أنّها "إرهابية" من قبل الاتحاد الأوروبي، وبالتالي فإنّ حضورها يُعدّ استفزازًا للنّواب الداعمين لضحايا معاداة السامية. بإدعائهم أنّ حضور أبو دقّة يوفّر منبراً للعنف والكراهية المناهض لمبادئ الديمقراطية. لا سيّما "في ظلّ الوضع في أعقاب عملية طوفان الأقصى.
وفي الخامس من أكتوبر لعام 2023، كان من المقرّر أن تحضر أبو دقّة في ندوة تُعقَد في جامعة "لوميير - ليون 2" الفرنسية في مداخلة تحت عنوان "الاستيطان والفصل العنصري الإسرائيلي.. أيّ مستقبل للفلسطينيين؟". وبعد الجدل الّذي أثيرطلبت الجامعة من منظّمي الندوة سحب الدعوة. وبالرغم من ذلك، حضرت أبو دقّة بين الجمهور.
وكان قرار الجامعة قد أتى على خلفية ضغوط من سياسيين فرنسيين يمينيين، وكذلك من المجلس التمثيلي للمؤسسات اليهودية في فرنسا الذي رأى في مشاركة أبو دقّة "انتهاكاً خطراً لقيم الجمهورية الفرنسية ولمبادئ الجامعة وجريمة ضدّ الطائفة اليهودية". إثر ذلك، هدّد محافظ مدينة ليون، لوران فوكييز اليميني بـ"تعليق التعاون المالي" مع جامعة "لوميير - ليون 2" في حال تبيّن أنّ أبو دقّة حضرت بموافقة ضمنية من قبل الجامعة، فقد طالب من الجامعة بإثبات العكس. من جهتها، أصدرت السفارة الإسرائيلية لدى باريس بياناً أشارت فيه إلى أنّ السماح لمريم أبو دقّة "المتحدّثة باسم الإرهاب" بالتحايل على الحظر المفروض عليها مثار للصّدمة والقلق.
أثناء حضور مريم أبو دقّة الندوة، على الرغم من كلّ الضغوط، طلبت بتوجيه الأسئلة إليها وفي حالة تخوّف الحاضرين دعتهم لتأمّل ما يحدث في فلسطين، مشدّدة على أنّها جاءت للمطالبة فقط بالحرية والعدالة للشّعب الفلسطيني. كذلك انتقدت أبو دقّة المعايير المزدوجة التي يعتمدها الغرب، ولا سيّما فرنسا، في ما يتعلّق بالقضية الفلسطينية. كذلك شاركت أبو دقّة كانت في تجمّع نُظّم في مارتيغ الواقعة شمال غربي مرسيليا، للمطالبة بتحرير جورج إبراهيم عبد الله، المعتقل اللبناني في السجون الفرنسية منذ 40 عامًا. يُذكر أنّ القضاء الفرنسي كان قد وافق في العام 2013 على إطلاق سراحه، لكنّ السلطات الفرنسية لم تخرجه من سجونها. إذ اعتُقل في ليون في 24 أكتوبر من عام 1984، وحُكم عليه بالسجن مدى الحياة من قبل محكمة الجنايات الخاصة في العام 1987 بتهمة تورّطه في اغتيال الدبلوماسيَّين الأميركي تشارلز راي والإسرائيلي ياكوف بارسيمنتوف في باريس عام 1982.